# Анфа (супутник)
Анфа (Сатурн XLIX; лат. Anthe) — дванадцятий за віддаленістю від планети природний супутник Сатурна. Його орбіта знаходиться між орбітами Мефони і Паллени.
Супутник відкритий групою астрономів на чолі з Кароліною Порко (Cassini Imaging Team) 30 травня 2007 року.
У грецькій міфології Анфа — алкіоніда, одна із семи доньок Алкіонея.

## Корисні посилання
- Agle, D. C.; Cassini-Huygens: NEWS — Features — Saturn Turns 60, 19 липня 2007 року.(англ.)
- A new moon for Saturn a family affair [Архівовано 16 січня 2010 у Wayback Machine.](англ.)
- From Dark Obscurity… A Tiny New Saturnian Moon Comes To Light [Архівовано 2 лютого 2011 у Wayback Machine.](англ.)